# Luciano Slagveer
Luciano Slagveer (* 5. Oktober 1993 in Rotterdam) ist ein niederländischer Fußballspieler auf der Position eines Stürmers. Er steht bei Puskás Akadémia FC unter Vertrag.
Sein Eredivisie-Debüt gab er am 26. Januar 2013 gegen PEC Zwolle. Er spielte außerdem für die niederländische U-21-Nationalmannschaft.